# Runar Patriksson
Karl Runar Patriksson, född 7 september 1944 i Töcksmarks församling i Värmlands län, är en svensk rektor, kantor och politiker (folkpartist). Han var ordinarie riksdagsledamot 1998–2006, invald för Värmlands läns valkrets.

## Biografi
Patriksson kommer från Töcksfors i Värmland.
Patriksson var ordinarie riksdagsledamot 1998–2006, invald för Värmlands läns valkrets. I riksdagen var han ledamot i försvarsutskottet 1998–2002, trafikutskottet 2002–2006 och Nordiska rådets svenska delegation 2002–2006. Han var även suppleant i arbetsmarknadsutskottet, försvarsutskottet, näringsutskottet och sammansatta utrikes- och försvarsutskottet (ett utskott där han även var deputerad i flera perioder).
Numera[när?] är han aktiv inom lokalpolitiken i Årjängs kommun.